# Schwäbisch Gmünd
Schwäbisch Gmünd  je mesto z okoli 60.000 prebivalci na vzhodu zvezne dežele Baden-Württemberg, ki leži približno 50 kilometrov vzhodno od deželnega glavnega mesta Stuttgart. Od leta 1956 je Schwäbisch Gmünd veliko okrožje in od leta 1973 sedež regije Ostwürttemberg.
Od 1805-1934 se je mesto uradno imenovalo Gmünd , izraz, ki se še vedno uporablja v lokalnem okolju. Ime mesta izhaja iz sotočja (Gemünde) številnih potokov z reko Rems. 
Leta 2014 je Schwäbisch Gmünd gostil baden-württemberško deželno vrtnarsko razstavo.

## Geografija
Schwäbisch Gmünd se nahaja v dolini reke Rems, ki jo obrobljajo hribi Welzheimer Waldes (del Schwäbisch-Fränkischen Waldes) na severu in ob vznožju vzhodnega pogorja Schwäbischen Alb (Švabska Jura) na jugu ter v bližini ustja nekaterih pritokov. Okrožje Degenfeld leži onkraj prelaza Furtlepasses v dolini reke Fils, v katero se steka potok Lauter in ki se steka v reko Neckar le ta pa v reko Ren.
Občinsko območje zajema naselja (Ortschaften)  Bargau, Bettringen, Degenfeld, Großdeinbach, Herlikofen, Hussenhofen, Lindach, Rechberg, Rehnenhof-Wetzgau, Straßdorf in Weiler.
Najnižja točka reke Rems je na okoli 290 m nadmorske višine. Njena najvišja točka je v Kalten Feld na okoli 781 m nadmorske višine. Urbane površine so raztezajo na približno 500 m. Zaradi teh velikih razlik v legi je geologija Gmünda precej raznolika.

### Zaščitena območja
Urbano območje Schwäbisch Gmünda se razteza čez štiri naravne rezervate:
- Bargauer Horn (25,2 ha, od 1939)
- Kaltes Feld s Hornberg, Galgenberg in Eierberg (634,4 ha, od 1939)
- Lindenfeld (75,0 ha, od 1994)
- Scheuelberg (119 ha, od 1998)

### Klima
Zaradi velikih topografskih raznolikosti v urbanem območju, ki se razteza od roba Welzheimer Wald nad dnom doline Rems do prvih hribov Švabske Jure, imajo posamezni okraji lahko bistveno različne značilnosti. V dolini Schwäbisch Gmünd je približno v poprečju 90 dni mraz in približno 40 poletnih dni. V obdobju 1971-2000 je ležala snežna odeja med 11 do 20 dni.

## Zgodovina
Od približno leta 85 je bila del severne meje rimskega cesarstva linija Neckar-Odenwald. Rimljani so zgradili Limes Germanicus za varovanje te meje, to je bila linija utrdb v rednih razdaljah, ki je vsebovala majhen castrum na mestu današnjega Schirenhofa v Schwäbisch Gmündu. Prvo večje naselje na tem območju je nastalo okoli 2. stoletja, ko so bili rimski vojaki razporejeni ob zgornjem Limesu. Od leta 223 dalje so mejne črte napadali in jih zavzeli Alemani, ki so se naselili na območjih, ki so jih zapustili Rimljani.
V 8. stoletju ponarejen dokument v imenu Karla Velikega, pripravljen v opatiji St. Denis blizu Pariza, omenja meniško enoto imenovano Gamundias, ki jo jeustanovil opat Fulrad iz St Denisa. Ali se to nanaša na Gmünd je negotovo. Ni arheoloških dokumentov za to enoto v Gmündu.
Mesto Gmünd je bilo prvič omenjeno leta 1162 z listino, izdano v bližnji opatiji Lorch, nato pa pod vladavino Hohenstaufenskega cesarja  Friderika Barbarosse. Samooklicani Stauferstadt je dosegel status imperialnega mesta leta 1268, in ga imel do leta 1803, ko je bil preneseno v Württemberg.
Do konca 14. stoletja se je ime "Etzel grad" uporabljalo za ostanke rimske utrdbe, ki je bila zgrajena za zaščito meje rimskega imperija Neckar-Odenwald. V baročni kroniki mesta Schwäbisch Gmünd, ki jo je pisal svetnik Friedrich Vogt (1623-1674) piše, da je »grad«, omenjen v starih zapisih kot "Etzel grad". Celo v času Vogta, so bili rimski ostanki cenejši od kamna iz kamnoloma, zato so jih uporabili za druge gradnje. Do danes je ohranjen le del jarka.
Demesne (iz stare francoščine demeine, latinščine dominus - 'Gospod, vodja gospodinjstva'), vinski strokovnjak in arheolog Carl Friedrich Christoph Gok (1776-1849), polbrat pesnika Friedricha Hölderlina, je leta 1847 posumil, da je bil domnevni grad na Schirenhof verjetno rimska utrdba.  Prva sodobna znanstvena izkopavanja so potekala pod vodstvom upokojenega vrhovnega poveljnika Württemberške vojske, generala Eduarda von Kalleeja in majorja Heinricha Steimleja v letih 1886-1888, torej pred ustanovitvijo Reichslimeskommision. Tako imenovan Schirenhof Castrum je zdaj del Unescove svetovne dediščine v sklopu Limes Germanicus. 

### Religiozna zgodovina
Schwäbisch Gmünd je skozi stoletja strogo katoliško mesto, zato so ga pogosto imenovali Schwäbisch Nazaret. 
Prebivalstvo Schwäbisch Gmünda je prvotno pripadalo škofiji Augsburg, ki je bila podrejena državi Lorch. Prva podružnica Lorcha, je bil beneficij v Gmündu leta 1297, ko ga je škofija Augsburg prodala in leta 1544 kupila nazaj. Župnija Naša gospa, kasneje Svetega Križa, danes župnija Svetega Križa, je bila osrednjega pomena za novo dekanijo Gmünd, ki je zajela po reformaciji vse, kar je ostalo katoliških župnij v nekdanji dekaniji Lorch in so bile znotraj arhidiakonije Ries. Pod Andreasom Althamerjem bi moral tudi Gmünd od 1524 dalje uvesti reformacijo, kot se je to zgodilo v velikih delih okoliških regij, vendar pa to ni uspelo zaradi odpora v Gmündu. Leta 1761 se je oblikoval kolegijski samostan, ki je bil leta 1803 odpravljen. Kolegijska cerkev Naše gospe je imela v mestu več kapel. Poleg cerkve svetega Križa, so bile še druge cerkve in kapele, ki so pripadale Johanniskirche na Marktplatz in St. Leonhardskirche pri pokopališču iz leta 1341, ki se je večkrat spremenila. Po sekularizaciji so podrli nekaj kapel; leta 1803 kapelo svetega Vida, 1807 kapeli sv. Nikolaja in sv. Mihaela iz leta 1504. Enako se je zgodilo leta 1811 s kapelo Sv. Margarete, 1827 s kapelo sv. Jurija ali 1834 s kapelo Sv. Teobalda in leta 1841 z bolnišnično cerkvijo. V mestu je ostalo še vedno veliko kapel. Leta 1908 je bila ustanovljena druga katoliška občina, ki je prevzela nekdanjo frančiškansko cerkev Sv. Ludvika - danes župnijska cerkev sv. Frančiška. Poleg starih katoliških župnij nastalih, so v Schwäbisch Gmünd po letu 1945 nastale druge cerkve in župnije, tako leta 1962 župnija svetega Petra in Pavla v Hardt Siedlung (cerkev iz leta 1958), 1970 župnija sv. Mihaela (cerkev iz leta 1968) in leta 1967 kaplanija Sv. Pius.
Protestanti so se iz Württemberga ponovno pojavili leta 1802. Leta 1806 postane nekdanja avguštinska cerkev protestantska cerkev garnizije. Leta 1817 pa je postala prva protestantska cerkev v Gmündu. Leta 1951 je bil ustanovljen sedež dekanije Evangeličanske luteranske cerkve v Württembergu. Po koncu druge svetovne vojne leta 1951 je bila zgrajena cerkev Martin Luther v Rehnenhofu, leta 1961pa še Friedenkirche. Kasneje je bila v zahodnem delu mesta zgrajena še ena cerkev.

### Samostan
Schwäbisch Gmünd je bil znan kot mesto samostanov. Že v sredini 13. stoletja so se frančiškani naselili v Gmündu in ustanovili frančiškanski samostan v vzhodnem Starem mestu. Malo pozneje, leta 1284, so prišli avguštinski puščavniki in leta 1294 še dominikanski samostan. Od 1445 je v Seelhaus nastal frančiškanski-tertianerinski samostan Sv. Ludvika. Kapucinski samostan sv. Urha se nahaja v Schwäbisch Gmünd od leta 1644, ker so kapucini prevzeli pastoralo sv. Salvatorja. Zunaj obzidja je bil dominikanski samostan Gotteszell zgrajen že leta 1240 in bil od 1294 dodeljen dominikancem iz Gmünda.
Številni samostani so med letoma 1802 - 1810 prešli na Württemberg. Samostanske stavbe so bile delno sekularizirane. Dominikanska cerkev je bila uporabljena kot konjušnica, Gottezell pa kot zapor. Frančiškanska cerkev se je še naprej uporablja kot cerkev in leta 1908 kot župnijska cerkev sv. Frančiška. Avguštinska cerkvi postane protestantska cerkev. 1858 je bila v mestu ustanovljena kongregacija sester krščanske ljubezni svetega Vincencija Pavelskega, od 16. septembra 1891 je bila predana kraju Untermarchtal. Untermarchtalerski grad je postal samostanski kompleks. Sestre imajo nekaj objektov tudi v Schwäbisch Gmündu.
Leta 1931 ustanovljene Frančiškanske sestre večnega čaščenja so v Schwäbisch Gmündu v letih 1997-2000 spet zgradile nov samostan.

### Romarska cerkev
V mestu Schwäbisch Gmünd, so danes tri romarske cerkve. Na robu starega mesta na Nepperbergu stoji cerkev sv. Salvatorja, na Kaiserberg-Rechenbergu romarska cerkev svete Marije, ki je bil tudi grobnica grofov von Rechenberg, ki je bila zgrajena za njih. Na obeh romarskih krajih je križev pot. Cerkev sv. Otilije je tudi romarska, vendar manj pomembna.
Samo preko meje v sosednji občini Lauterstein stoji v Weiler in den Bergen romarska kapela sv. Bernhardusa, ki jo v glavnem obiskujejo Gmündčani.

## Grb in zastava
Grb mesta Schwäbisch Gmünd kaže pokončnega srebrnega samoroga na rdečem polju. Mestna zastava je bela in rdeča. Samorog je na mestnem pečatu iz 13. st.

## Partnerska mesta
Schwäbisch Gmünd je pobraten z:
- Združeno kraljestvo Barnsley (Velika Britanija), od 1971
- Francija Antibes (Francija), od 1976
- # Bethlehem (ZDA), od 1991
- Madžarska Székesfehérvár (Madžarska), od 1991
- Italija Faenza (Italija), od 2001

## Kultura in znamenitosti
Schwäbisch Gmünd ima dobro ohranjeno staro mesto z veliko zgodovinskimi stavbami. Poleg posvetnih stavb, zlasti cerkvene in samostanske stavbe oblikujejo podobo starega mestnega jedra.

### Muzeji
Museum im Prediger je bil ustanovljen leta 1876 kot Muzeju dekorativnih umetnosti in je leta 1973 v nekdanjem dominikanskem samostanu, danes kulturni center Prediger. To je eden od najstarejših muzejev v Zahodni Nemčiji ter kaže stalno razstavo umetnosti in obrti v mestu, velik del znane zakladnice iz cerkve in lokalno zgodovino, kot tudi občasne razstave. V Prediger galeriji so od leta 1994 tudi spreminjajoče razstave.
Še en muzej v mestu je tovarna Ott-Pausersche. Nekdanja tovarna srebrnine in muzej bižuterije prikazuje nekoč veliko Schwäbisch Gmünd industrijo, ki ima še danes sedež v mestu. Posebnost muzeja je velik del prvotnega inventarja.

### Rimski ostanki
Izkopanine trdnjave Schirenhof v zahodnem delu mesta, so bile, po prizadevanju arheologa generala Eduard von Kallee, kot del rimske obrambne utrdbe Retijskega limesa postavljene na Unescov seznam svetovne dediščine leta 2005. Približno 100 metrov zahodno od utrdbe se neposredno nad strmim robom pobočja, nahaja hipokavst, sistem za ogrevanje utrdbe. Poleg te so bile še tri manjše utrdbe v dolini Gmünda. Utrdbe Freimühle je bila tudi v zahodnem delu mestu ob železniški progi Rems, ki je imela tudi kopališče in je ležala na meji rimskih provinc Germania Superior (Zgornja Germania) in Retija. Majhna utrdba Kleindeinbach leži v Ortsteil, v Schießtalu pa še Hintere Orthalde.

### Cerkve in samostan
Ena od zanimivosti Schwäbisch Gmünd je cerkev svetega Križa, ki jo je v 14. stoletju, v gotskem slogu zasnoval Heinrich Parler, znan arhitekt iz družine Parlerjev. Največja dvoranska cerkev v južni Nemčiji obvladuje mesto zaradi svoje velikosti. Poleg cerkve, ki je bila do leta 1803 prav tako opatijska cerkev, so na Münsterplatz še številne druge zgradbe, kot je na primer baročna Münsterbauhütte,  Münsterpfarrhaus (župnišče) ali v rokoko slogu zgrajena Kapitelshaus (kapiteljska dvorana). Posebno pozornost usmerja Marijin stolp iz leta 1693, to je cerkveni zvonik. Po razpadu stolpa v letu 1497 so zgradili romanski bivalni objekt v zvoniku. Tudi na trgu pred cerkvijo, je nekdanji avguštinski samostan, ki je sedež Palais Debler, velik dvorec, v katerem je davčni urad Schwäbisch Gmünd. Avguštinska cerkev v baročnem slogu služi kot protestantska župnijska cerkev.
Drug priljubljen foto motiv in mejnik v mestu, ki se prvič omenja leta 1225, je romanska cerkev sv. Janeza z romanskim zvonikom, ki je eden izmed prvih predstavnikov te gradnje. Med gradnjo se je pojavila majhna konstrukcijska pomanjkljivost, zato je stolp nagnjen za en meter. Po legendi je ustanoviteljica Agnes von Waiblingen podarila cerkev kot znak hvaležnosti za vrnjen poročni prstan. V bližini cerkve svetega Janeza je Prediger, nekdanji dominikanski samostan, ki služi kot kulturni center. Nekdanji frančiškanski samostan se uporablja kot katoliška in občinski uprava. Cerkev v bližini samostana, današnja katoliška Cerkev svetega Frančiška, je znan po Zimmermann¸ovem oltarju in Wannenmacherjevih freskah. Wannenmacher je poslikal tudi kapelo Svete Katarine, nekdanja špital, ki izvira iz 14. stoletja in kaže fasado Mohrenapotheke na Marktplatz.
Romarski kompleks St. Salvator pri Nepperstein nad starim mestnim jedrom, sestoji iz križevega pota, kapel in cerkve in je bil zgrajena z začetkom v letu 1616.
Ta nekdanji samostan Gotteszell zunaj starega mestnega jedra je bil uporabljen kot zapor v času sekularizacije in zdaj gosti ženski v prevzgojni dom. Samostanska cerkev Marijinega oznanjenja kot institucija je v uporabi in zato težko dostopna javnosti.
Druge cerkvene stavbe in kapele so iz leta 1345 cerkev St. Leonhard na Leonhardovem pokopališču, ki je bila večkrat spremenjena, Herrgottsruhkapelle iz leta 1622, ki je bil leta 1791 podaljšana za Jožefovo kapelo, leta 1677/1678 zgrajena replika Herrgottsruhkapelle in kapela Svete Trojice, ki jo je podarila družina Debler.
- Parlerjeva Gmünder Münster
- Strop v koru Gmünder Münster
- Poznoromanska Johanniskirche
- Sv. Frančišek
- Romarska cerkev St. Salvator

### Druge zgradbe
Poleg cerkvenih zgradb v starem mestnem jedru prevladujejo mnoge posvetne stavbe. Posebno pozornost vzbuja zgodovinski trg Marktplatz. Ena najstarejših hiš na trgu je Grät. Ta velika lesena hiša je bila že uporabljena kot mestna hiša, sedež župana in veleblagovnica. Nova mestna hiša iz leta 1760 je bila patricijska hiša, ki je bila obnovljena med 1783-1785 (mestni arhitekt Johann Michael Keller). Na drugem koncu trga je nekdanja bolnišnica Svetega Duha, s svojo veliko srednjeveško stavbo, ki danes služi kot mestna knjižnica. Poleg pisarn je še vedno bolnišnica, dom za upokojence, v zaprtih prostorih, kar koristi tudi srednjeveško bolnišnično mlin na dvorišču bolnišnice. Tudi na trgu je Mariijin vodnjak z dvojnim kipom Matere božje v slavi iz 1686. Korito vodnjaka  je iz 1776 in prikazuje deset grbov patricijskih družin iz Gmünda. Izstopajoča je predalčna lesena gradnja zraven Gräta in poslovna stavba v bolnišnici na Kornhausplatz, ki je bila zgrajena leta 1507 kot skladišče za sadje. Ena od zadnjih ohranjenih renesančnih zgradb je sodišče v bližini nekdanjega frančiškanskega samostana, ki se sedaj uporablja kot glasbena šola. Fuggerei ima svoje korenine v srednjem veku, ampak je v veliki meri obnovljen po požaru leta 1985
Tudi del mestnega obzidja je še ohranjen. Obstaja še šest od nekdanjih 23 stolpov zunanjega obzidja, tako je  Königsturm  (Kraljevi stolp) južno od mesta na voljo v določenih dnevih za ogled, Fünfknopfturm na zahodu je bil do 2003 še vedno naseljen, Faulturm na severu  uporabljajo skavti. Preostali trije stolpi se nahajajo v vzhodnem delu starega mestnega jedra:  Schmiedturm, ki je dostopen,  Wasserturm, ki ga uporablja študentska mladina in Rinderbachertorturm.
- Nova Mestna hiša
- Grät
- Kašča
- Nekdanja Amtshaus v Spital zum Heiligen Geist
- Kovaški stolp